# 觀音上里
觀音上里，是台灣南部自清治時期至日治初期的一個行政區劃，其範圍即今高雄市的燕巢區中部。
觀音上里西邊為仁壽下里，北邊為嘉祥外里、嘉祥內里，東邊為羅漢外門里，東南邊為觀音內里，南邊為觀音中里。

## 管轄街庄
觀音上里共轄11個庄：
- 今燕巢區境內：千秋藔庄、深水庄、湖仔內庄、援巢中庄、竹仔腳庄、援巢右庄、瓊仔林庄、吊鷄林庄、滾水庄、滾水坪庄、角宿庄